# اس‌ام‌اس ایرن
اس‌ام‌اس ایرن (به انگلیسی: SMS Irene) یک کشتی بود که طول آن ۱۰۳٫۷ متر (۳۴۰ فوت) بود. این کشتی در سال ۱۸۸۷ ساخته شد.